# Гамбузии
Гамбузии (лат. Gambusia) — род лучепёрых рыб семейства пецилиевых. Небольшие живородящие рыбы из Северной, Центральной и Южной Америки. Большинство видов пресноводные, некоторые могут обитать в солоноватой или солёной воде.
Ряд видов акклиматизирован в различных регионах (Европа, Закавказье, Австралия, Китай, Япония, Гавайские и Филиппинские острова, Средняя Азия) для борьбы с малярией и другими инфекционными заболеваниями — рыбки активно поедают личинок комаров.
В СССР работу по интродукции обыкновенной гамбузии с целью борьбы с малярийным комаром начали в 1925 году на Черноморском побережье Кавказа врачи-эпидемиологи Н. П. Рухадзе и С. Ю. Соколов и спустя тридцать лет завершили её, искоренив малярию в Сочи и Абхазии. В настоящее время российское санитарное законодательство рассматривает личинкоядных гамбузий в качестве лучшего ларвифага (для тёплых районов страны). Популяции хольбрукской гамбузии отмечены в Краснодарском крае (бассейн Кубани) и в тёплых водах Центральной России (например, в прудах-охладителях ТЭС).
Некоторые виды гамбузии разводят в аквариумах.
Условия содержания, кормления и разведения такие же, как и для других пецилид, но аквариумы нельзя прикрывать стеклом, так как при этом рыбы вскоре погибают. Рыбы достаточно неприхотливы, выживают в различных водоемах, хотя предпочитают теплые стоячие воды. В открытых водоемах гамбузии хорошо выдерживают снижение температуры до 5° и ниже, наблюдалась зимовка рыб под слоем льда 2—3 см и температурой воды около 0°.
Для совместного содержания в аквариумах с другими видами рыб гамбузии непригодны, так как обрывают им плавники. Производители очень активно поедают свою молодь, если для них не созданы условия для укрытия.
Замечено, что в рыбоводческих прудах гамбузия поедает икру и мальков промысловых рыб, также при первичном расселении из-за этой же особенности гамбузия может оказать влияние на биоразнообразие естественных водоемов.
Враги гамбузии: утки и другие птицы, питающиеся мелкой рыбой, водные черепахи, хищные рыбы.

## Список видов
- Gambusia affinis (Baird & Girard, 1853) — обыкновенная гамбузия[4]
- Gambusia alvarezi Hubbs & Springer, 1957
- Gambusia amistadensis Peden, 1973
- Gambusia atrora Rosen & Bailey, 1963
- Gambusia aurata Miller & Minckley, 1970
- Gambusia beebei Myers, 1935
- Gambusia bucheri Rivas, 1944
- Gambusia caymanensis Regan, 1913
- Gambusia clarkhubbsi Garrett & Edwards, 2003
- Gambusia dominicensis Regan, 1913
- Gambusia echeagarayi (Alvarez, 1952)
- Gambusia eurystoma Miller, 1975
- Gambusia gaigei Hubbs, 1929
- Gambusia geiseri Hubbs & Hubbs in Hubbs & Springer, 1957
- Gambusia georgei Hubbs & Peden, 1969
- Gambusia heterochir Hubbs, 1957
- Gambusia hispaniolae Fink, 1971
- Gambusia holbrooki (Girard, 1859) — гамбузия Хольбрука[3]
- Gambusia hurtadoi Hubbs & Springer, 1957
- Gambusia krumholzi Minckley, 1963
- Gambusia lemaitrei Fowler, 1950
- Gambusia longispinis Minckley, 1962
- Gambusia luma Rosen & Bailey, 1963
- Gambusia manni Hubbs, 1927
- Gambusia marshi Minckley & Craddock in Minckley, 1962
- Gambusia melapleura (Gosse, 1851)
- Gambusia monticola Rivas, 1971
- Gambusia myersi Ahl, 1925
- Gambusia nicaraguensis Günther, 1866
- Gambusia nobilis (Baird & Girard, 1853)
- Gambusia panuco Hubbs, 1926
- Gambusia pseudopunctata Rivas, 1969 Памятник гамбузии в Адлере
- Gambusia punctata Poey, 1854 — кубинская гамбузия[4]
- Gambusia puncticulata Poey, 1854
- Gambusia rachowi (Regan, 1914)
- Gambusia regani Hubbs, 1926
- Gambusia rhizophorae Rivas, 1969
- Gambusia senilis Girard, 1859
- Gambusia sexradiata Hubbs, 1936
- Gambusia speciosa Girard, 1859
- Gambusia vittata Hubbs, 1926
- Gambusia wrayi Regan, 1913
- Gambusia xanthosoma Greenfield, 1983
- Gambusia yucatana Regan, 1914

## Отражения в культуре
Памятники гамбузии установлены в Адлерском районе города Сочи, на Корсике и в Израиле за помощь в борьбе с малярией. Гамбузия поедает личинки малярийных комаров, тем самым резко снижая их численность и, как следствие, уменьшая число заболевших малярией.
В пьесе Венедикта Ерофеева «Вальпургиева ночь» у одного из персонажей есть заветная мечта — развести в пруду гамбузии: «Эта рыбка — гамбузия — поедает в своём пруду всех комариных личинок, а заодно и все лямблии. Она может схавать зараз семьдесят пять штук. А самое главное, чем хороша гамбузия, — так от неё ни одного комарика в воздухе».